# Jahorina
Jahorina es una montaña en el sureste de Bosnia y Herzegovina, repartida entre territorio de la República Srpska y de la Federación de Bosnia y Herzegovina, las dos entidades que componen el país. Se encuentra 28 km al sureste de Sarajevo, bordeando la montaña Bjelašnica. Su altitud es de 1.913 m s. n. m., una altitud media entre las elevaciones que rodean la zona.

## Etimología
El nombre original era Javorina, procedente de la palabra griega Javori, relativa al subgénero Acer heldreichii de arce, un árbol muy habitual en la zona. Posteriormente, con la ocupación otomana, se cambió, como ocurría habitualmente, la "v" por la "h", resultando el nombre actual.

## Ubicación
Pertenece a la zona de alta montaña de los Alpes Dináricos, y el macizo al que pertenece se extiende aproximadamente en 30 km, siendo uno de los picos más altos de los más altos de la zona. Se encuentra a 15 km de Pale, 28 km de Sarajevo, 200 de Banja Luka, 320 de Belgrado y 350 de Zagreb. Tiene una media anual de 175 días cubierta de nieve.

## Turismo

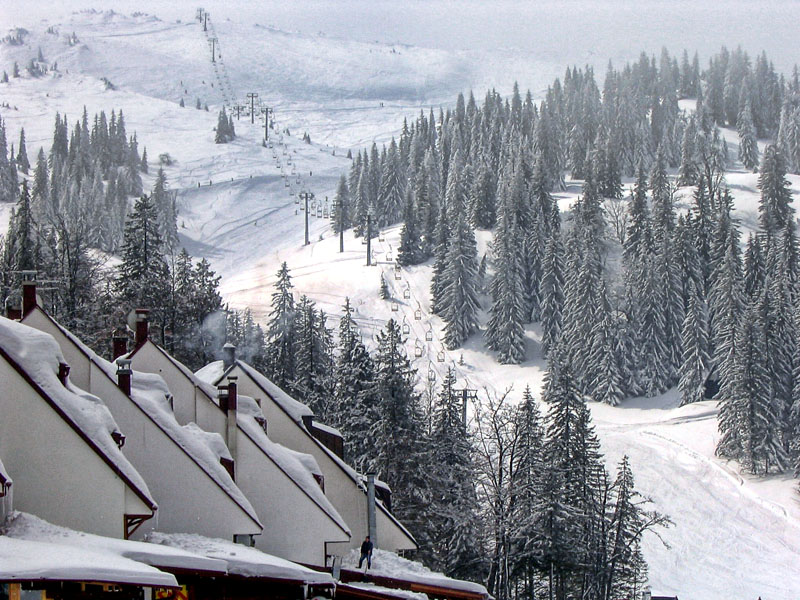
Instalaciones de esquí en Jahorina.

Al igual que el resto de montañas de Sarajevo, Jahorina es un destino popular de gran variedad de deportes de invierno y actividades relacionadas. Durante los Juegos Olímpicos de Invierno de 1984, Jahorina fue la sede de las pruebas femeninas de esquí alpino (las masculinas se celebraron en Bjelašnica). Actualmente, Jahorina sigue siendo un destino popular para la práctica de esquí, senderismo y trineo. Tiene más de 40 km de pistas de esquí y unas renovadas instalaciones que incluyen hoteles, apartamentos y pensiones.
Sus reducidos precios y la poca masificación turística le han convertido en un destino habitual para el turismo invernal centroeuropeo.